# Parque nacional Gateway Arch
El parque nacional Gateway Arch (en inglés: Gateway Arch National Park) es un parque nacional estadounidense localizado en el sitio en que se encontraba asentada la ciudad original de San Luis, en Misuri,   cerca del punto en el que comenzó la legendaria expedición de Lewis y Clark.
El parque, que ilustra la expansión nacional al Oeste emprendida por el presidente Thomas Jefferson, conmemora varios eventos históricos:
- la compra de la Luisiana, y la posterior marcha hacia el Oeste de los exploradores y pioneros estadounidenses;
- el primer gobierno civil al oeste del río Misisipi;
- y el debate sobre la esclavitud originado por el caso de Dred Scott.

El parque nacional consta del Arco Gateway, un arco de catenaria invertida de acero, diseñado por Eero Saarinen que mide 192 m de altura y 192 m de anchura,  que se ha convertido en el ícono definitivo de San Luis; un parque de 36,8 ha a lo largo del río Misisipi en el sitio de los primeros edificios de la ciudad; el Viejo Palacio de Justicia («Old Courthouse»), un antiguo palacio de justicia federal y del estado que fue testigo de los comienzos del caso Dred Scott; y el museo  de la expansión hacia el Oeste, de 13 000 m², en el propio Arco Gateway.
El Arco Gateway y sus alrededores inmediatos fueron designados inicialmente como un memorial nacional, el «Jefferson National Expansion Memorial», por orden ejecutiva 7523 del 21 de diciembre de 1935, y redesignado como parque nacional en 2018. El parque es mantenido por el Servicio de Parques Nacionales (NPS).

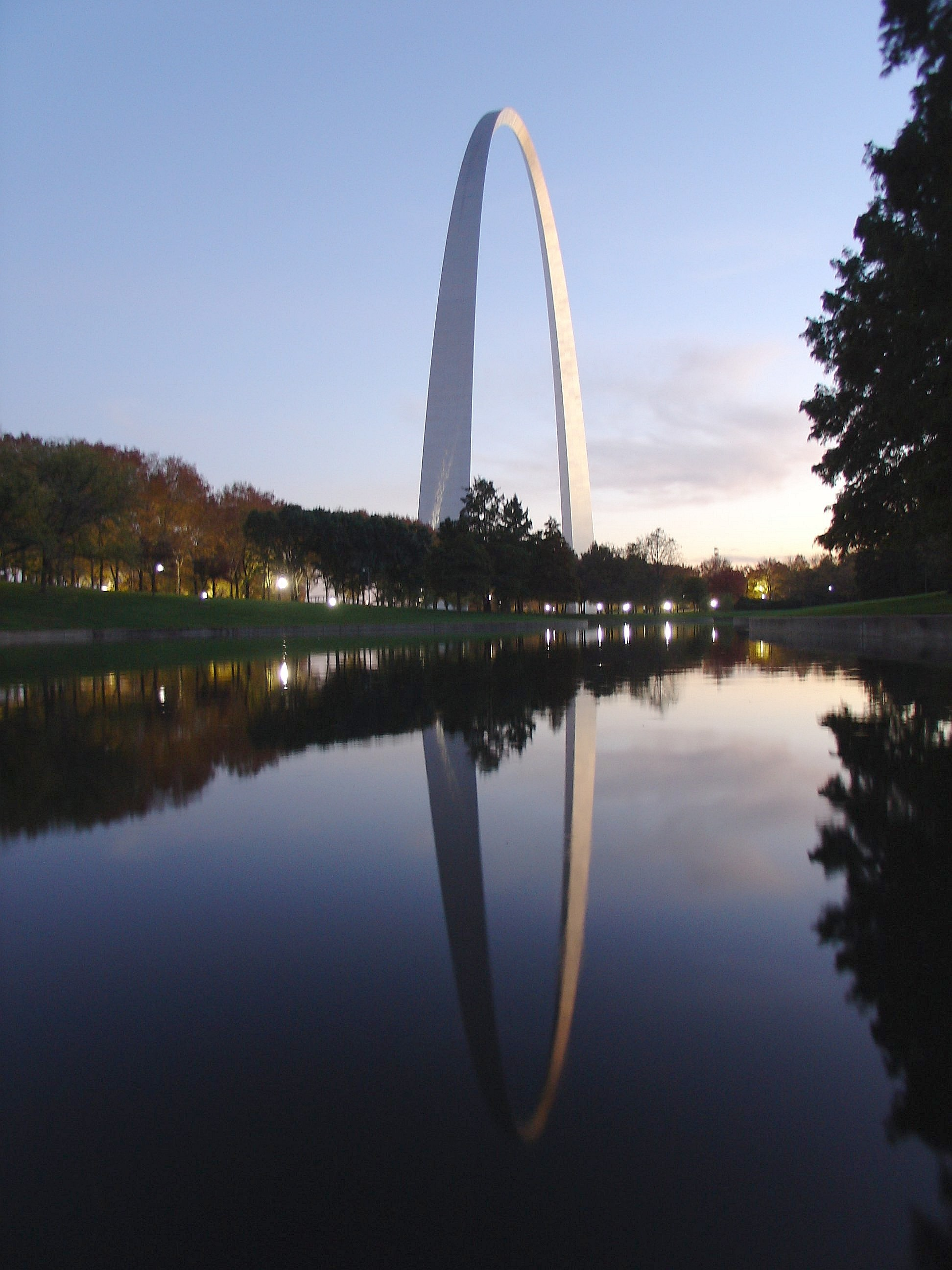
Arco Gateway en el Parque nacional de Arco Gateway.

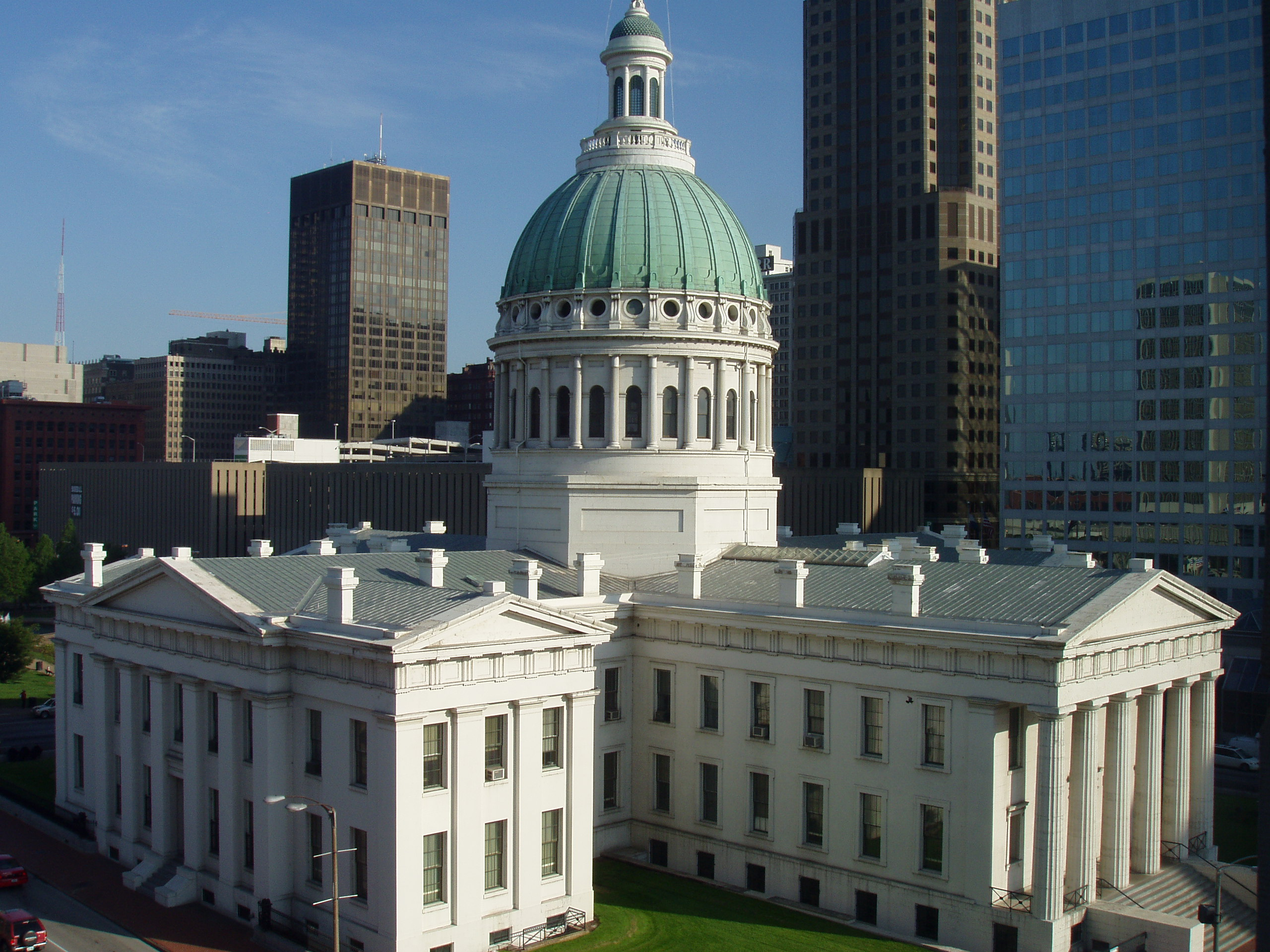
El viejo palacio de justicia
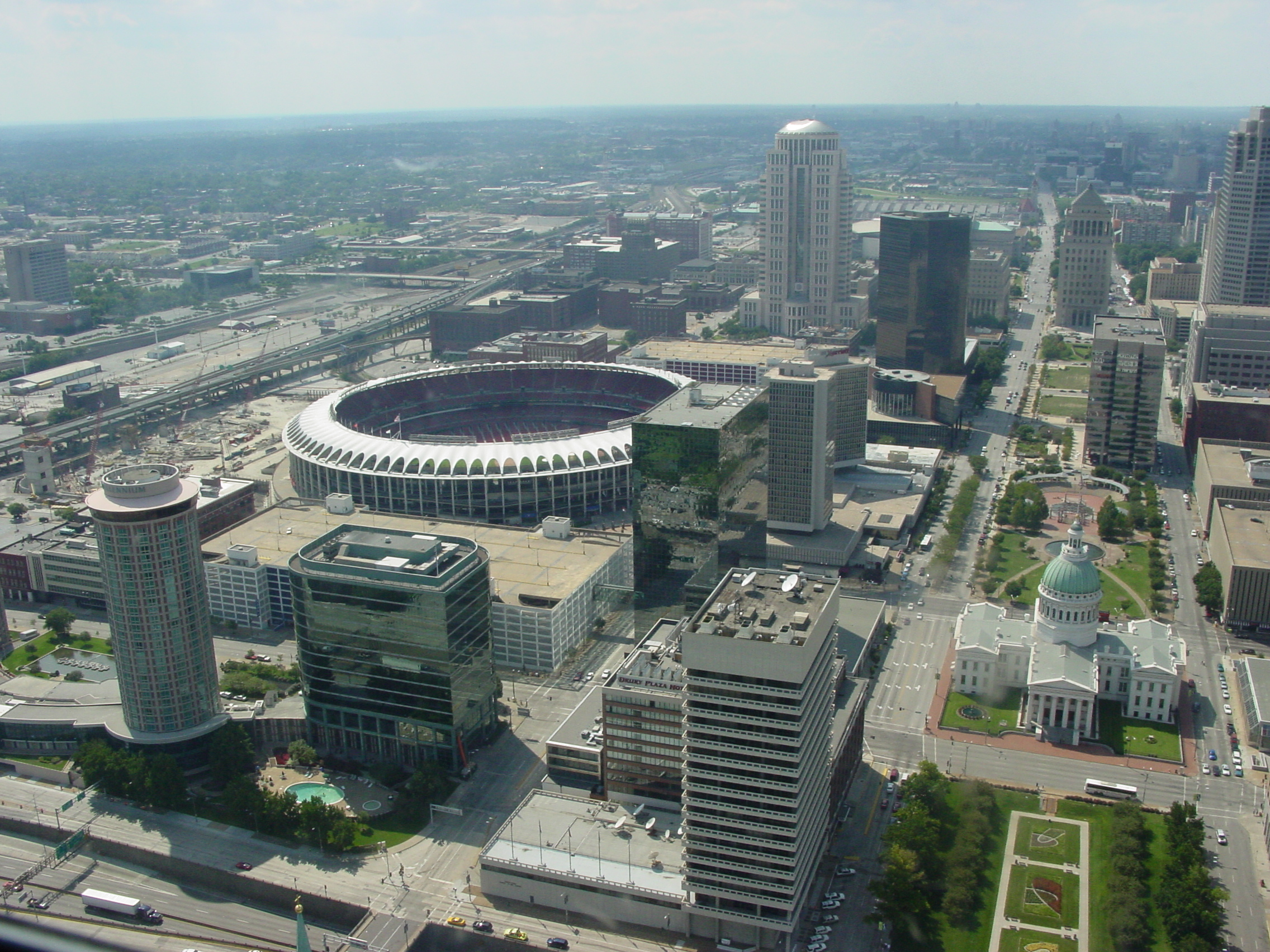
Vista del viejo Busch Stadium desde la plaza del observatorio.
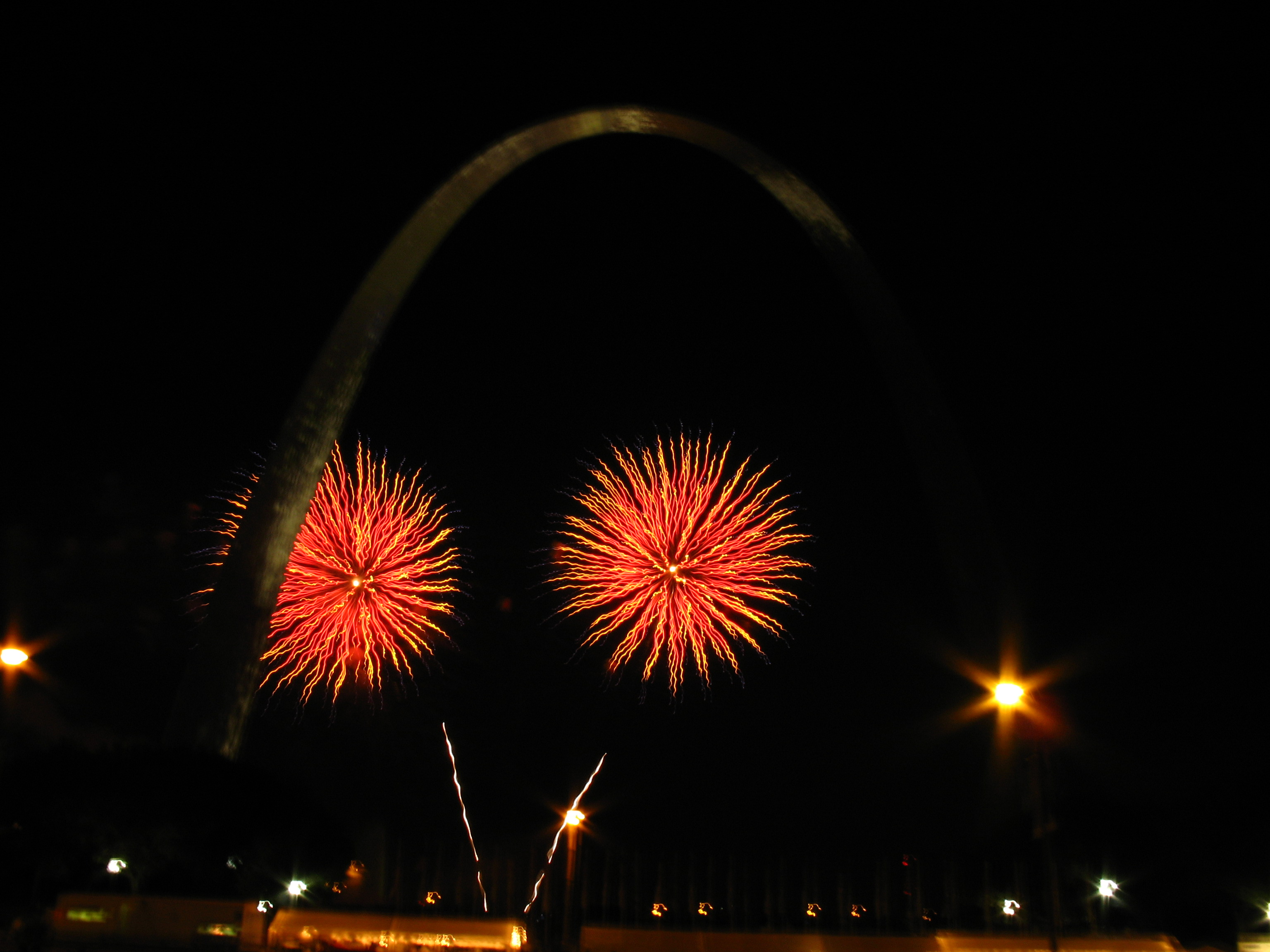
Fuegos artificiales en el Arco